# Le Pont des Arts
Pour les articles homonymes, voir Pont des Arts (homonymie).
Pour plus de détails, voir Fiche technique et Distribution.
Le Pont des Arts est un film français d'Eugène Green sorti en 2004.

## Synopsis
L'histoire se passe à Paris, entre 1979 et 1980. Pascal est un étudiant en philosophie qui en a assez des études,
tandis que Sarah est une soprano qui travaille dans un orchestre baroque, dirigé par un chef à la poigne de fer.

## Fiche technique
- Titre original : Le Pont des Arts
- Réalisation : Eugène Green
- Scénario : Eugène Green
- Photographie : Raphael O'Byrne
- Son : Frédéric de Ravignan
- Montage : Jean-François Elie
- Musique : Vincent Dumestre
- Production : Martine de Clermont-Tonnerre
- Société(s) de production : Mact Productions
- Société(s) de distribution :  Pierre Grise Distribution
- Genre : drame
- Pays d’origine :  France
- Langue : français
- Format : couleur, 35mm
- Durée : 126 minutes
- Année de sortie :
  -  France : 2004

## Distribution
- Natacha Régnier : Sarah Dacruon
- Adrien Michaux : Pascal
- Alexis Loret : Manuel
- Jérémie Renier : Cédric
- Denis Podalydès : Guigui, l'Innommable
- Olivier Gourmet : Jean-Astolphe Méréville
- Christelle Prot : la femme kurde
- Camille Carraz : Christine
- Benjamin Lazar : Michel
- Manuel Weber : Juju
- Laurent Soffiati : Olivier Jeanmin
- Julia Gros de Gasquet : la prof de surréalisme
- Sandrine Willems : la boulangère
- Mary-Claude Arcelin : la mère de Sarah
- René Arcelin : le père de Sarah
- Joséphine Bouvet : Sandrine
- Roberto Capovilla : premier Ténor
- Pierre Samuel: deuxième ténor
- Xavier Clion : baryton basse
- Philippe Gaudry : le voisin dans l'ascenseur
- Eugène Green : le serveur du Glauque
- Cécile Roussat : l'amie de Michel à la soirée du nouvel an

Les spectateurs du spectacle de Nô :
Mathieu Amalric, Bertrand Bonello, Serge Bozon, Thomas Bardinet, Emmanuel Bourdieu, Judith Cahen, Mario Caniglia, Yves Caumon, Martine de Clermont Tonnerre, Vincent Dieutre, Amalia Escriva, Emmanuel Finkiel, Jean-Charles Fitoussi, Diego Governatori, Luca Governatori, Pierre Léon, Axelle Ropert, Éva Truffaut, Marie Vermillard.

## Musique du film
- Le lamento della ninfa de Monteverdi, interprété par Claire Lefilliâtre[1]
- Le Poème Harmonique de Vincent Dumestre

## Distinctions
- 2004 : présenté au festival International du Film de Locarno

## Lieux de tournage
Le film a été tourné à Paris.
On reconnaît plusieurs lieux connus :
- le pont des Arts (générique du début et générique de fin, séquence du suicide de Sarah, séquence de la rencontre entre Pascal et Sarah).
- la place de la Sorbonne (séquence avec l'ami Michel).
- le jardin du Luxembourg (séquence des retrouvailles entre Pascal et Christine).
- le canal Saint-Martin (chez Pascal).
- l’église Saint-Gervais-Saint-Protais de Paris (séquence où Pascal croise Michel dans la rue).
- un plan sur le Val-de-Grâce.
- la place des Vosges (séquence après le spectacle de Nô)

La scène du théâtre de Nô a été tournée au théâtre des Mathurins.

## Réception critique
Jean-Philippe Tessé dans Chronic'Art n'a pas apprécié l'aspect satirique du film.
Jacques Morice, dans Télérama, écrit : « Romantique, baroque, absolutiste, qu'importe le qualificatif, Le Pont des Arts fournit au spectateur autant d'énergie que tous les remontants du monde. »

## Autour du film
Le réalisateur Florent Darmon a tourné un documentaire de 54 minutes sur le tournage du Pont des Arts intitulé Présence sorti en 2004.